# Léa Maury
Pour les articles homonymes, voir Maury.
Léa Maury, née le 24 mars 1905 à Béthancourt-le-Haut dans la Haute-Marne en France, morte le 22 novembre 1943 dans le Nord, est une militante et résistante française.
Elle milite au parti communiste et rédige des articles dans L'Humanité. Pendant la Seconde Guerre mondiale, elle entre dans la clandestinité, diffuse des exemplaires clandestins de L'Humanité.
Pour la résistance, elle recrute des volontaires, organise des groupes de femmes résistantes. Circulant à bicyclette, elle est écrasée de nuit par un camion allemand.

## Biographie
Léa Louise Juliette Toussenel naît le 24 mars 1905 au lieu-dit Béthancourt-le-Haut dans le département de la Haute-Marne. Elle est l'aînée des six enfants de François Jules Toussenel, agriculteur et de Louise Bœuf, institutrice. Elle a quinze ans lorsque son père meurt. 
Elle commence à travailler comme téléphoniste, puis dans une bonneterie. Elle adhère aux Jeunesses communistes en 1924 et part deux ans plus tard à Paris, pour y apprendre la comptabilité, et devient secrétaire et aide-comptable. Elle rencontre Georges Charles Maury et l'épouse en 1929. Ils ont un fils.
Léa Maury milite activement et part étudier à l'École internationale Lénine, à Moscou, en 1933-1934. De retour en France, elle écrit dans La Vie ouvrière et dans L'Humanité. Elle quitte son emploi pour se consacrer à la rédaction de L'Humanité. Elle divorce, son mari ne supportant pas son activité militante ; elle a un autre enfant avec son nouveau compagnon.
Pendant la Seconde Guerre mondiale et l'Occupation, elle entre dans la clandestinité et vit d'abord de travaux à domicile. Elle prend contact avec la rédaction clandestine de L'Humanité et diffuse des numéros clandestins du journal. Arrêtée fin 1940, elle est relâchée après interrogatoire.
Étant surveillée, Léa Maury prend des précautions ; elle emmène ses enfants en Haute-Marne, dans sa famille. Elle s'engage alors complètement dans la Résistance.
Elle rédige des tracts, organise leur diffusion. Chargée d'organiser des groupes de femmes à Rouen, elle réussit sa mission lorsqu'elle est prévenue que la police a retrouvé sa trace. Elle quitte alors la Normandie pour rejoindre le département du Nord, où elle est affectée. Elle parcourt le département à bicyclette, de ville en ville, recrutant des femmes pour la Résistance.
Léa Maury est à bicyclette dans la nuit du 22 novembre 1943 lorsqu'elle est renversée et écrasée par un camion de l'armée allemande. Elle ne meurt pas sur le coup, elle est secourue et emmenée dans une maison par des gens à qui elle déclare : « Je suis une patriote. Prenez mes documents. Brûlez-les immédiatement avant que la police n'arrive », ce qu'ils font. Elle meurt pendant son transfert à l'hôpital, à Lille. Elle est inhumée dans la nécropole nationale d'Haubourdin.

## Postérité, hommages

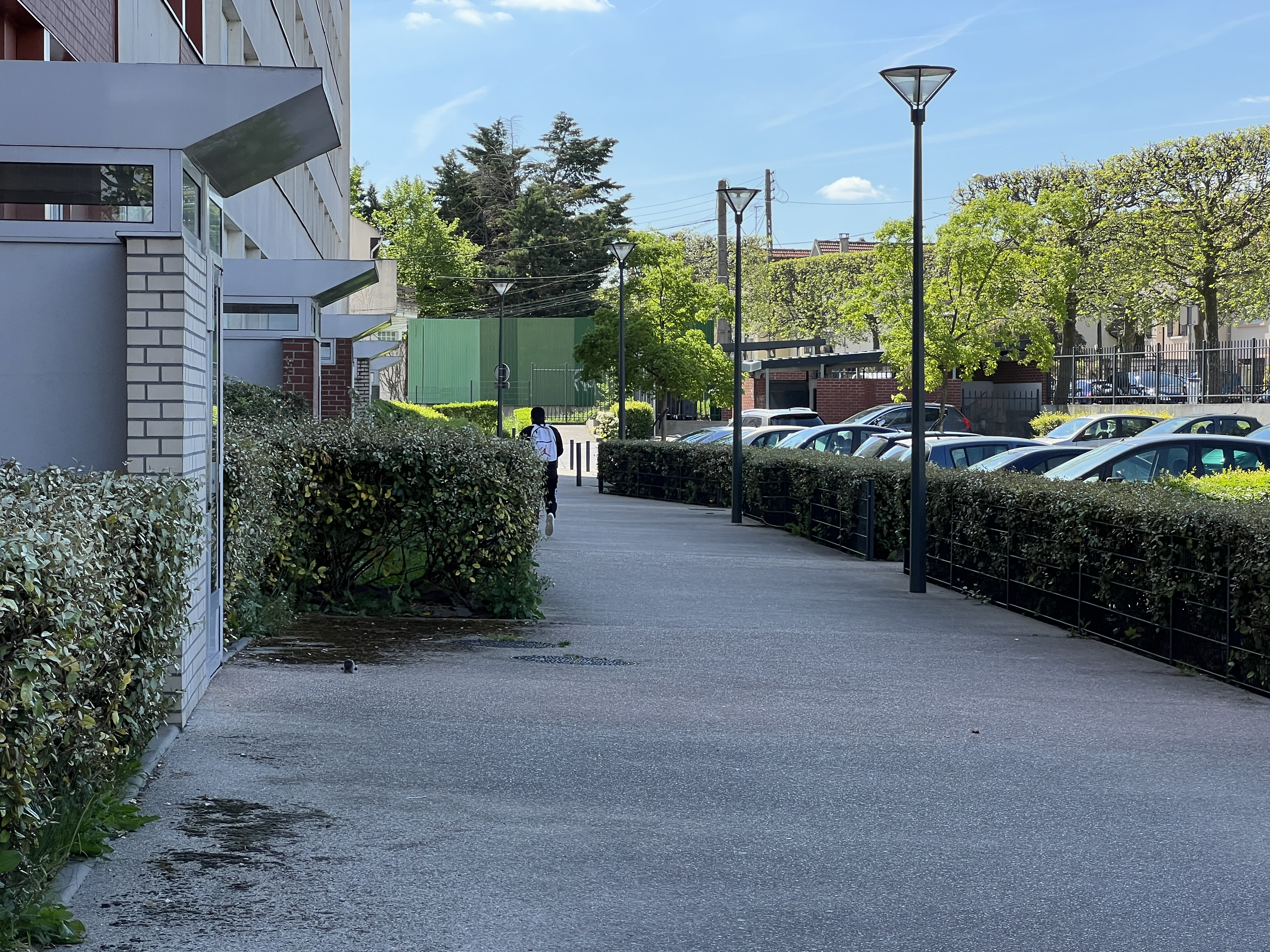
Rue Léa-Maury à Bonneuil-sur-Marne.

Léa Maury est reconnue « morte pour la France », et est homologuée membre des Forces françaises de l'intérieur à titre militaire, avec le grade de sous-lieutenant,,.
Son nom est donné à un gymnase à Bonneuil-sur-Marne dans le Val-de-Marne. Une rue de cette ville porte également son nom.